# Pozzo d'Adda
Pozzo d'Adda is een gemeente in de Italiaanse metropolitane stad Milaan (regio Lombardije) en telt 3903 inwoners (31-12-2004). De oppervlakte bedraagt 4,2 km², de bevolkingsdichtheid is 873 inwoners per km².

## Demografie
Pozzo d'Adda telt ongeveer 1539 huishoudens. Het aantal inwoners steeg in de periode 1991-2001 met 20,0% volgens cijfers uit de tienjaarlijkse volkstellingen van ISTAT.
| Jaar | Inwoneraantal |
| ---- | ------------- |
| 1991 | 2928          |
| 2001 | 3515          |

## Geografie
Pozzo d'Adda grenst aan de volgende gemeenten: Grezzago, Trezzano Rosa, Basiano, Vaprio d'Adda, Masate, Inzago, Cassano d'Adda.